# Convenção de 1800

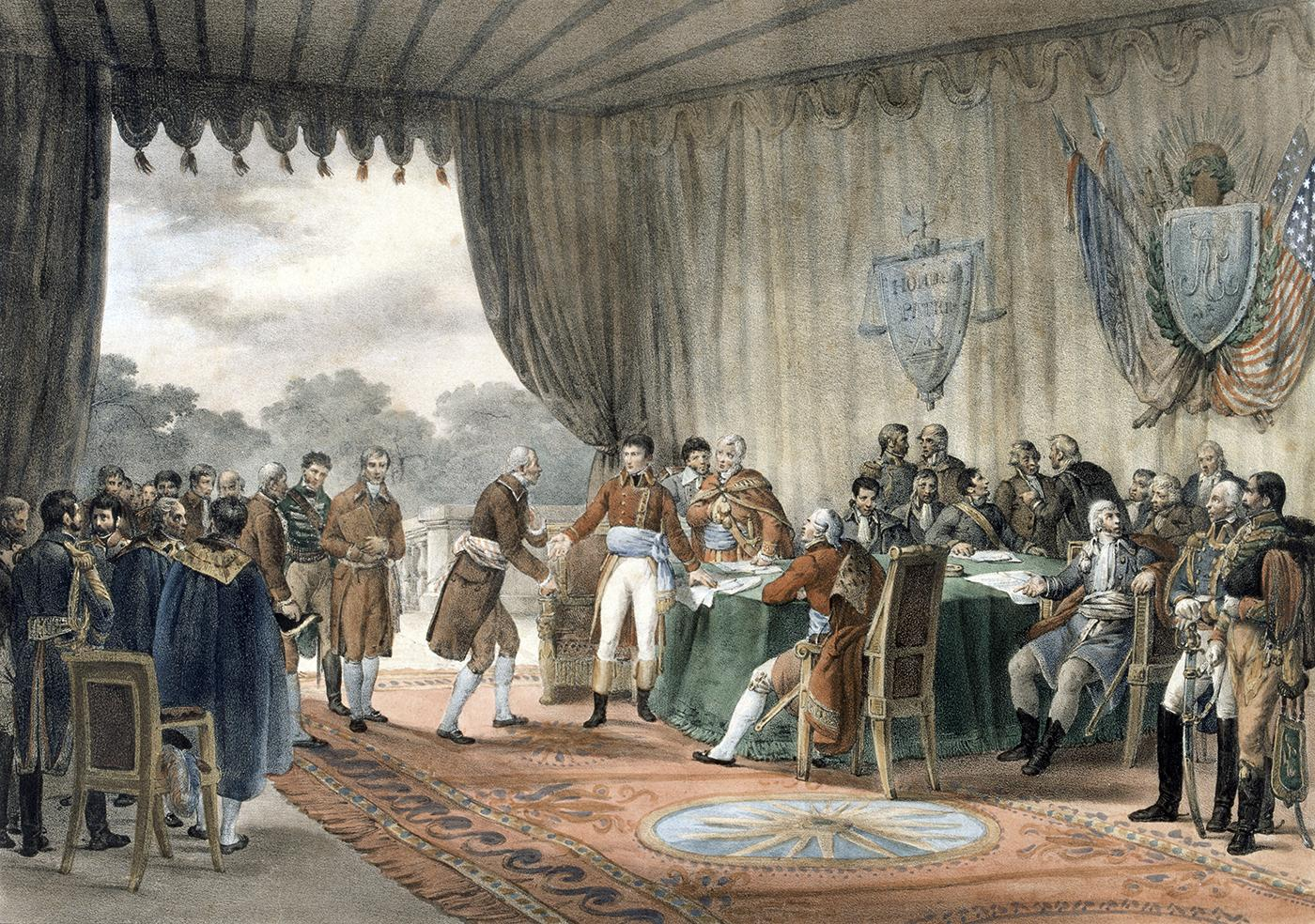
A assinatura da Convenção em Mortefontaine, 30 de setembro de 1800

A Convenção de 1800, também conhecida como Tratado de Mortefontaine, foi assinada em 30 de setembro de 1800, pelos Estados Unidos da América e França. A diferença de nome deveu-se à sensibilidade do Congresso na celebração de tratados, devido a disputas sobre os tratados de Aliança e Comércio de 1778 entre a França e os Estados Unidos.
A Convenção encerrou os acordos de 1778, confirmou o princípio de 'livre comércio, mercadorias gratuitas' entre os dois países e encerrou a quase guerra de 1798–1800, uma guerra naval não declarada travada principalmente no Caribe. No entanto, ele falhou em abordar a questão da compensação exigida pelos armadores americanos por perdas sofridas antes e durante a quase-guerra e, como resultado, não foi aprovado pelo Congresso até dezembro de 1801.
Ao remover as áreas de atrito entre os dois países, restabeleceu as relações franco-americanas e, por fim, facilitou a Compra da Louisiana em 1803.

## Termos
A Convenção assinada em 30 de setembro continha 27 cláusulas, a maioria das quais relacionadas com assuntos comerciais; estes protegiam os mercadores uns dos outros de terem seus bens confiscados e garantiam a ambos os lados o status de comércio de nação mais favorecida.
A mais importante e polêmica foi a Cláusula II , que concordava em "adiar" as discussões sobre a compensação e suspendeu os Tratados de 1778 até que isso fosse resolvido. Embora a convenção tenha sido datada de 30 de setembro de 1800, os argumentos sobre a inclusão da Cláusula II significa que o Congresso não ratificou o acordo até 21 de dezembro de 1801. No final, o governo dos Estados Unidos concordou em compensar seus cidadãos pelos danos reclamados de US$ 20 milhões, embora só em 1915 os herdeiros finalmente recebessem US$ 3,9 milhões em indenizações.

## Consequências

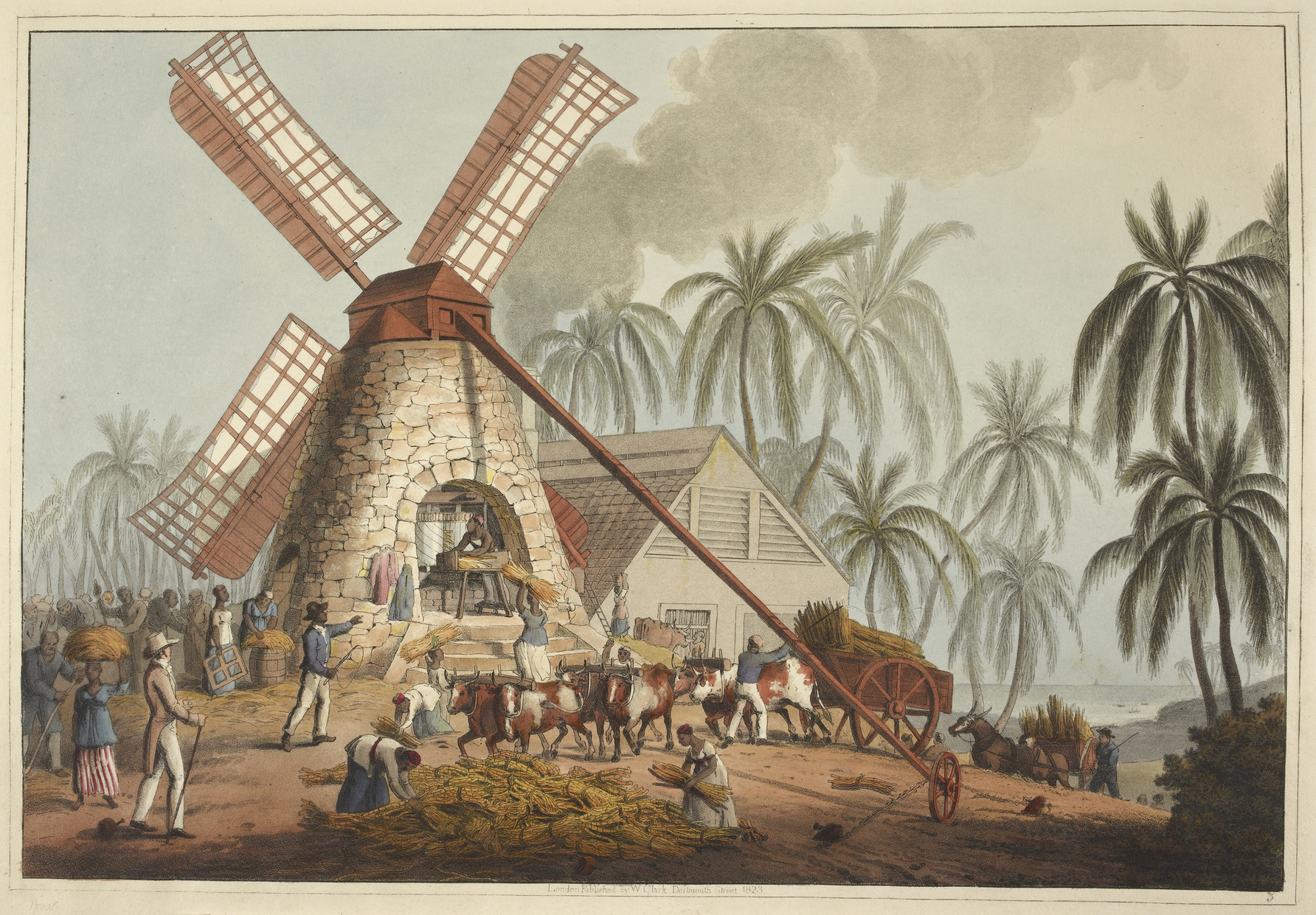
Plantação de açúcar no Caribe, 1823; Os objetivos econômicos da França na América do Norte foram um motivo-chave na negociação da Convenção

Na época, a convenção foi geralmente vista de forma desfavorável nos Estados Unidos, uma vez que não conseguiu chegar a um acordo sobre compensação ou abordar preocupações sobre os objetivos da França na América do Norte. Os historiadores modernos argumentam que ao encerrar a disputa com a França, isso acabou facilitando a compra da Louisiana, ao passo que chegar a um acordo em termos comerciais era essencial, uma vez que os Estados Unidos não eram fortes o suficiente para aplicá-los por conta própria.
As negociações entre a França e a Grã-Bretanha para encerrar a Guerra da Segunda Coalizão resultaram no Tratado de Amiens de março de 1802; embora amplamente visto como uma trégua de curta duração, deu a Napoleão a oportunidade de ativar seus planos para a América do Norte. Em dezembro de 1801, 30 000 soldados franceses veteranos desembarcaram em Saint-Domingue e, logo depois, a Espanha confirmou a - Tratado de Aranjuez (1801) - transferência da Louisiana para a França.
Isso causou grande preocupação no Congresso, mas em outubro de 1802 estava claro que a expedição fora um fracasso catastrófico; seu líder, o general Charles Leclerc, morreu de febre amarela, junto com cerca de 22 000 de seus homens. Sem Saint-Domingue, Napoleão concluiu que a Louisiana era irrelevante, e com a França e a Grã-Bretanha mais uma vez à beira das hostilidades, ele decidiu vender o território para evitar que fosse anexado por forças britânicas guarnecidas no Canadá próximo. Em abril de 1803, os Estados Unidos compraram o território por US$ 15 milhões, ou 80 milhões de francos.